# Dischistodus chrysopoecilus
Dischistodus chrysopoecilus är en fiskart som först beskrevs av Hermann Schlegel och Müller, 1839.  Dischistodus chrysopoecilus ingår i släktet Dischistodus och familjen Pomacentridae. Inga underarter finns listade i Catalogue of Life.